# Vitis mustangensis
Vitis mustangensis là một loài nho bản địa nam Hoa Kỳ. Phạm vi của loài nho này bao gồm tây Louisiana, Texas, và Oklahoma. Loài cây nho này có thân gỗ và tạo ra cụm quả nhỏ màu xanh lá cây cứng lúc chín muồi thành quả mọng màu tím đậm và mềm với kích thước 3/4-inch trong tháng Tám-tháng Chín.
Quả loài này được dùng sản xuất rượu vang mustang.